# Grand Prix de Zurich 1992
La 77e édition du Championnat de Zurich a lieu le 23 août 1992. Remportée par le Russe Viatcheslav Ekimov, de l'équipe Panasonic-Sportlife, elle est la huitième épreuve de la Coupe du monde.

## Récit de la course
Lance Armstrong, un rookie du Texas membre de l’équipe Motorola, qu’il n’a rejoint que depuis peu, fait la démonstration de ses talents et de sa classe naturelle au cours de cette course. Bien qu’il ne termine qu’à la deuxième place derrière le Russe Viatcheslav Ekimov de la formation Panasonic (qui devient plus tard un coéquipier essentiel de l’américain au sein de l’équipe l’US Postal).
Une autre razzia, celle d’Armstrong, commence peut-on dire ce jour-là. Ou, plus précisément, lors du week-end précédant la Clasica San Sebastián, où néo-pro entièrement épuisé et complètement cramé se classe dernier, respirant à peine en franchissant la ligne d’arrivée. Un an plus tard à Oslo, Lance Armstrong remporte sous une pluie battante, dans des conditions dantesques, le titre de Champion du monde. Durant ces années-là, dira-t-il, il n’utilisait pas de produits améliorant les performances, comme ce ne sera que quelques mois plus tard qu’il se mit à prendre de l’EPO — raison pour laquelle il ne se vit pas retirer ce titre, contrairement à une majeure partie de son palmarès. Il envisageait alors d’arrêter sa carrière, en raison du rythme et la vitesse incroyables d’un peloton suroxygéné. L’emblème de ces années restera le triplé victorieux des coureurs de l'équipe Gewiss-Ballan. La course fut remportée par Moreno Argentin devant ses coéquipiers Giorgio Furlan et Evgeni Berzin, échappés à 72 kilomètres de l’arrivée pour ne jamais être revus.
Armstrong entama alors un programme de dopage « très conservateur » (sic) supervisé par le docteur-sorcier Michele Ferrari. Ainsi  ce «gros » coureur, qui avait gagné une forte masse musculaire weight en tant que coureur couronné de succès en triathlon, parvint à remporter une levée sans précédent de sept Tours de France consécutifs, de 1999 à 2005. Une investigation implacable d’une agence gouvernementale américaine conduisit à la chute d’Armstrong. Il se voit en effet retirer TOUTES ses victoires et trophées de la période 1999-2005, après avoir publiquement reconnu son passé de dopé dans l’émission Oprah Winfrey show.
Fait sans précédent et resté inédit depuis, malgré les nombreuses suspicions ayant pu entourer certains vainqueurs du Tour de France antérieurs (Miguel Indurain) ou ultérieurs (par exemple Alberto Contador, Espagnol lui aussi, privé d'une victoire au profit du Luxembourgeois Andy Schleck), sept éditions du Tour de France se retrouvent sans vainqueur officiel.

## Classement final
| Pos. | Cycliste           | Équipe                  | Temps         |
| ---- | ------------------ | ----------------------- | ------------- |
| 1    | Viatcheslav Ekimov | Panasonic-Sportlife     | 6 h 0 min 1 s |
| 2    | Lance Armstrong    | Motorola                | +15 s         |
| 3    | Jan Nevens         | Lotto-Mavic-MBK         | m.t.          |
| 4    | Guido Bontempi     | Carrera-Vagabond        | + 35 s        |
| 5    | Bruno Leali        | Mercatone Uno-Medeghini | m.t.          |
| 6    | Marc Madiot        | Telekom                 | m.t.          |
| 7    | Martin Earley      | PDM-Concorde            | + m.t.        |
| 8    | Laurent Jalabert   | Once                    | + 59 s        |
| 9    | Adri van der Poel  | Tulip Computers         | m.t.          |
| 10   | Scott Sunderland   | TVM-Sanyo               | m.t.          |